# توماس فرنسيس مارشال
توماس فرنسيس مارشال (بالإنجليزية: Thomas Francis Marshall)‏ هو محامي وسياسي أمريكي، ولد في 7 يونيو 1801 في فرانكفورت في الولايات المتحدة، وتوفي في 22 سبتمبر 1864 في فرسايليس في الولايات المتحدة. حزبياً، نشط في حزب اليمين. وقد انتخب عضو مجلس النواب الأمريكي.